# Barreta da Guerra dos Seis Dias
A Barreta da Guerra dos Seis Dias é uma condecoração e barreta de campanha israelense concedida aos israelenses que participaram da Guerra dos Seis Dias.

## Critérios de agraciamento
A barreta é concedida a:
A. Todo militar das FDI que serviu no serviço militar regular ou na reserva especial, incluindo um soldado em serviço voluntário, por um período de 24 horas ou mais, durante o período de 06/05/1967 a 06/11/1967.
B. Soldados que tombaram ou foram feridos durante a campanha, ainda que tenham servido apenas parte do período determinado, e também soldados que tombaram entre 18/05/1967 e 5/07/1967.
C. Um civil servindo nas FDI (excluindo menores voluntários) que manteve o status de funcionário das FDI de 04/01/1967 a 06/11/1967.
D. Um civil que se ofereceu para servir como motorista de veículo mobilizado, bem como um soldado da reserva que foi dispensado do serviço militar e que se ofereceu para o serviço ativo em uma unidade militar.
E. Civis que sejam membros das forças de segurança, incluindo as indústrias de armamento, funcionários que lidam com o sistema de emergência da economia nacional e que a lei definiu como voluntários civis, que participaram no engajamento, de acordo com uma decisão governamental especial e que trabalharam consecutivamente a partir de 15/05/1967 a 06/12/1967.
A apresentação da barreta começou em 15 de novembro de 1967. Se a pessoa elegível para o prémio tiver falecido, um membro da família ou parente mais próximo (que inclui, neste caso, um viúvo, uma viúva, um filho, uma filha, um pai, uma mãe, um irmão ou uma irmã) tem o direito de enviar um pedido solicitando a barreta ou obter uma substituição em caso de perda ou desgaste.

## Descrição de uso
A ordem de uso das condecorações foi determinada pelo Comitê Ministerial Israelense para Símbolos e Cerimônias de acordo com a ordem cronológica das datas em que ocorreu o engajamento operacional ou de segurança, com exceção das três primeiras linhas, as quais incluem as citações e condecorações de importância diferente do resto das barretas. A primeira fileira terá o Prêmio de Segurança de Israel, e as segunda e terceira fileira serão para as condecorações de coragem individual e as citações.
As barretas de campanha devem ser usadas na quarta fileira das barretas na seguinte ordem, da esquerda para a direita: A Barreta da Guerra de Independência, a Barreta da Campanha do Sinai e a Barreta da Guerra dos Seis Dias. Montado acima, serão usados da esquerda para a direita: A Barreta da Guerra de Desgaste, a Barreta da Guerra do Yom Kippur e a Barreta da Guerra "Paz para a Galiléia". Uma citação que tenha sido concedida durante uma das guerras israelenses deverá ser concedida no topo da barreta da campanha relevante e não será usada na fileira das citações.

## Descrição da barreta
A barreta tem faixas concêntricas vermelhas e azuis, com uma faixa central azul-claro com bordas brancas. A barreta tem duas versões com relação à fixação, uma com presilha de alfinete e a outra com dois pinos de tarraxa.